# Слобідка-Смотрицька
Слобі́дка-Смо́трицька — село в Україні, у Чемеровецькій селищній громаді Кам'янець-Подільського району Хмельницької області.

## Назва
Перша частина назви села – Слобідка, вказує на тип поселення у часи його заснування, друга – Смотрицька, на те, що воно було приписано до Смотрича.

## Географія
Село розташоване за 45 кілометрів від райцентру Кам’янця-Подільського і за 17 км від залізничної станції Балин. Неподалік села проходить автомобільний шлях територіального значення Т 2308.

### Клімат
Слобідка-Смотрицька знаходяться в межах вологого континентального клімату із теплим літом.

## Історія

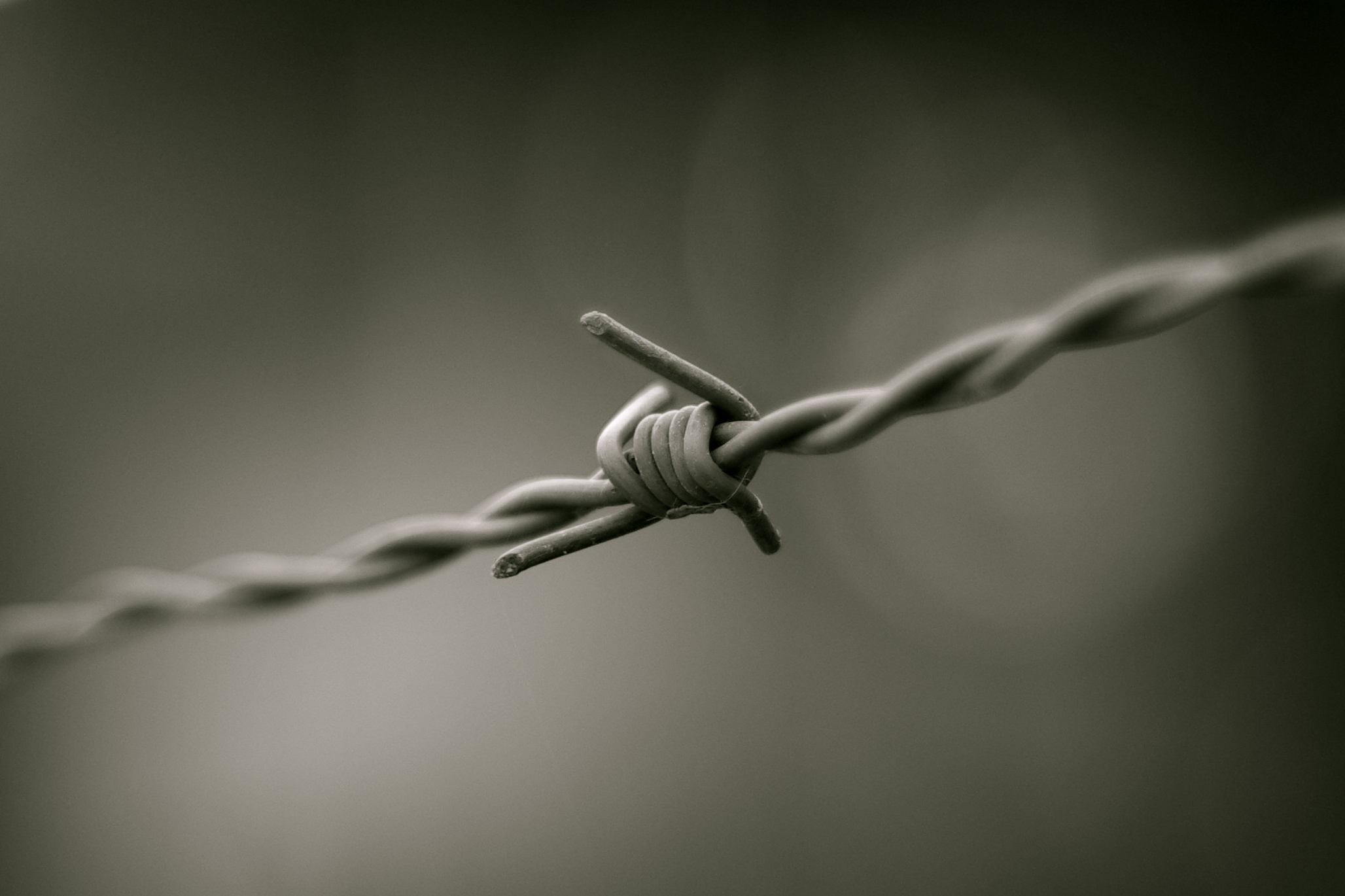
[http://www.reabit.org.ua/nbr/?st=3®ion=&ss=Рудківці&logic=or&f1_type=begins&f1_str=&f2_type=begins&f2_str=&f3_type=begins&f3_str=&f4_from=&f4_till=&f7%5B%5D=all&f14%5B%5D=all#list Національний банк репресованих

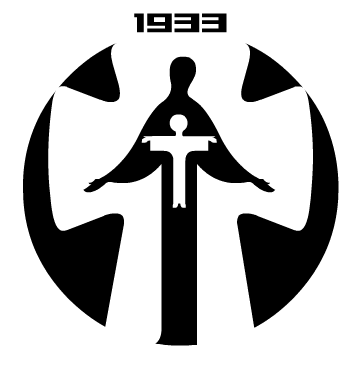
[https://victimsholodomor.org.ua/khmelnytsky/easytable/25-peoples-new.html?start=300 Список жертв Голодомору, Хмельницька область

Перша письмово зафіксована згадка про поселення на початку XVIII століття. За переказами засноване село Слобідка-Смотрицька на місці зруйнованого містечка Чорний Окнин чи села Оклин, яке у ХVІ столітті було спалене татарами.
У ХVІІІ столітті село перейшло з королівської власності в приватну до магнатів Потоцьких, а від них – до панів Жельських. За народними переказами, Потоцький програв поселення Жельському в карти. Від Жельських село перейшло як придане до Садовських.
В кінці ХІХ століття селом володіла Є. А. Садовська. В неї було 702 десятини землі, а в користуванні селян лише 366, церкви – 43 десятини землі. В селі налічувалося 108 дворів, проживало 598 жителів.
Внаслідок реформи 1861 року в селі Слобідка-Смотрицька почали викупляти землю. Згідно викупним актом, на 506 ревізьких душ припадало 939 десятки землі.
Школа в Слобідці–Смотрицькій була заснована в 1877 році. За документальними даними, в 1908 році в церковно–парафіяльній школі навчалося 50 дітей, з них – 45 хлопчиків.
В липні 1905 року в селі відбувся мітинг селян. Вони пішли до поміщицької, щоб пред’явити вимоги для полегшення свого становища.
Перша світова війна ще більше погіршила становище селян. Усі чоловіки призовного віку мобілізували до царської армії. У вересні 1917 року селяни розгромили панський маєток.
Внаслідок поразки Перших визвольних змагань на початку XX століття, село надовго окуповане російсько-більшовицькими загарбниками.
Радянська окупація принесла колективізацію та розкуркулення, мешканці села зазнали репресій. Тих, хто не вступав до колгоспу, називали ворогами народу, куркулями. Їх виганяли з хати, забирали все, навіть подушки та казани. Куркулями було проголошено: Романюка Михайла,    Романюка Петра, Колодія Івана. Куркулів висилали в Сибір, у таврійські степи. Під страхом смерті та виселення селяни вимушено корилися. В багатьох частинах Поділля відбувались масові селянські повстання проти радянської влади.
В 1932–1933 селяни села пережили Голодомор. По хатах ходила так звана «буксирна бригада», шомполами проштрикували землю, шукаючи зерно. Забирали все, навіть квасолю з горщика. Ходили не тільки вдень, а й вночі. Люди не мали що їсти, пухли і вмирали з голоду. Основними харчами були кропива, лобода, бруньки та листя. Але й це не рятувало від голодної смерті.
В роки Великого терору 1936-1937 було вбито чимало осіб різних національностей і професій, багато людей було виселено як сім'ї «ворогів народу». Тоді зі села були репресовані: Зелінський Микола та Мацієвський Іван Вікторович.
8 липня 1941 року село окупували 
гітлеривці. Селян примушували безкоштовно працювати общинному господарстві. До Німеччини відправили із села 104 хлопців і дівчат. Їх працю використовували на тяжких роботах. З війни не повернулося 150 жителів сіл: Слобідка-Смотрицька, Гайове, Діброва, Нова Гута.
По закінченню Другої світової війни у 1946—1947 роках мешканці села вчергове пережили голод. Від холоду та голоду вмирало багато людей, залишаючи сиротами дітей. Так, від голоду вмерли: Марко Голод та Василь Романюк, а в кожного з них було по троє дітей. Основними харчами були лобода, перемерзла картопля, кропива. В кого була корова, той ще тримався. Але були й такі, що готові були вкрасти в бідних останнє. Так, брати Плющики вкрали у своєї сусідки, вдови, корову, залишивши без годувальниці четверо сиріт. Хто був молодший, той їхав на заробітки на захід країни, де люди жили заможніше. Треба було добиратися поїздом. Їхали в товарняках або на даху вагонів. Тяжко працювали 2-3 місяці, але додому привозили клуночки борошна, круп.
В 1961 році в селі відкрита восьмирічна школа. Директором школи близько 40 років був Кубряк Петро Степанович. З 1985 року директором школи була Борейко Віра Дмитрівна. Цей період збудована нова школа, яка була відкрита 1 вересня 1991 року.
З 1991 року в складі незалежної України.
В 1996 році селі проведено природній газ. В дію введено десять кілометрів вуличного газопроводу.
15 вересня 2016 року шляхом об'єднання сільських територіальних громад, село увійшло до складу Чемеровецької селищної громади. Об'єднання в громаду має створити умови для формування ефективної і відповідальної місцевої влади, яка зможе забезпечити комфортне та безпечне середовище для проживання людей.
До адміністративної реформи 19 липня 2020 року село належало до Чемеровецького району, після його ліквідації, увійшло до складу Кам'янець-Подільського району.

## Населення
В 1908 році населення села було 826 осіб.
Населення Слобідки становить 556 осіб на 2001 рік.

### Мова
У селі поширені західноподільська говірка та південноподільська говірка, що відносяться до подільського говору, який належить до південно-західного наріччя.

## Релігія
- Церква Покрови Пресвятої Богородиці (ПЦУ)

## Природоохоронні території
Село лежить у межах національного природного парку «Подільські Товтри». Неподалік від села розташована ботанічна пам'ятка природи — «Дубовий ліс».

## Світлини

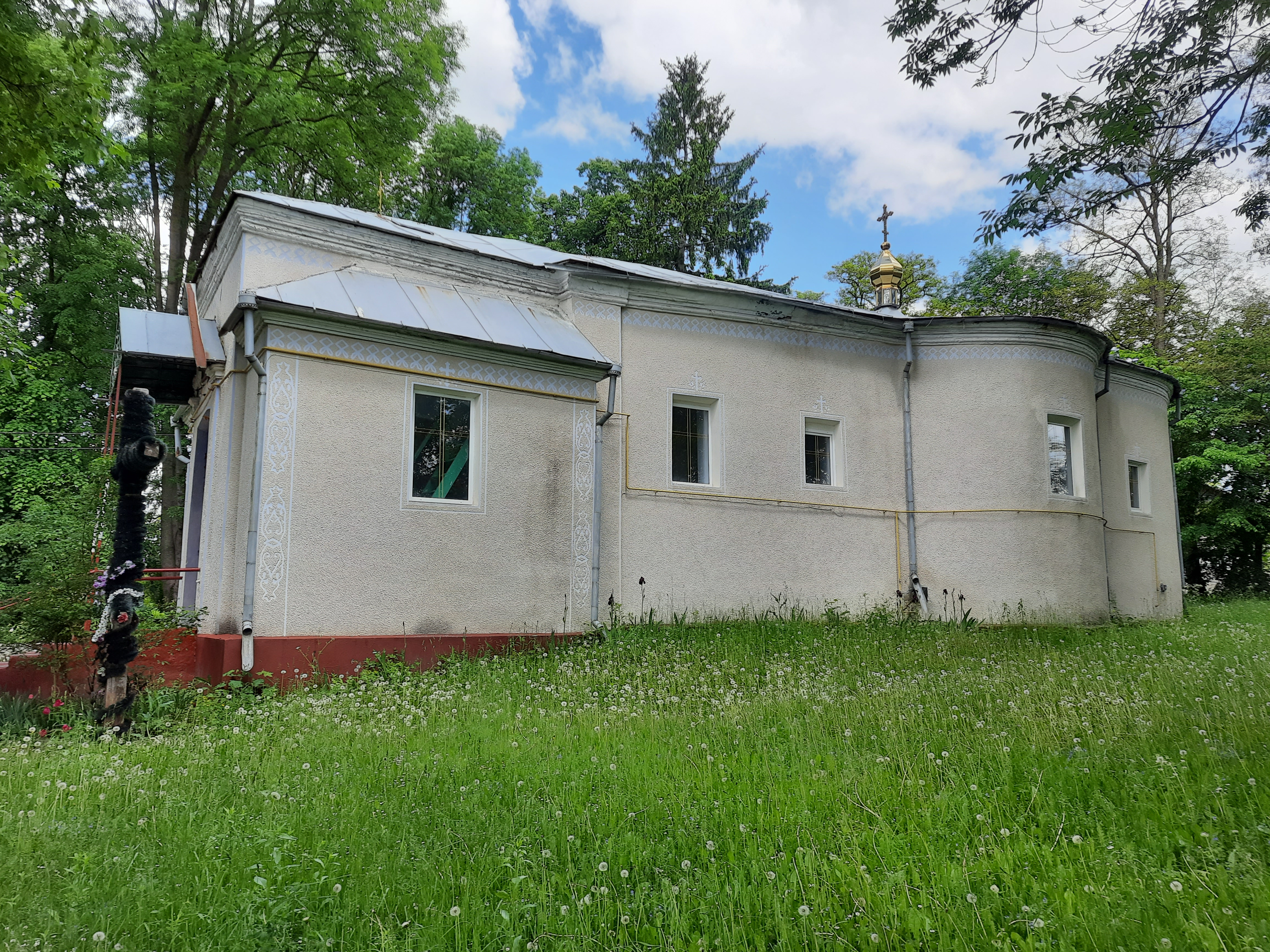
Покровська церква 19ст
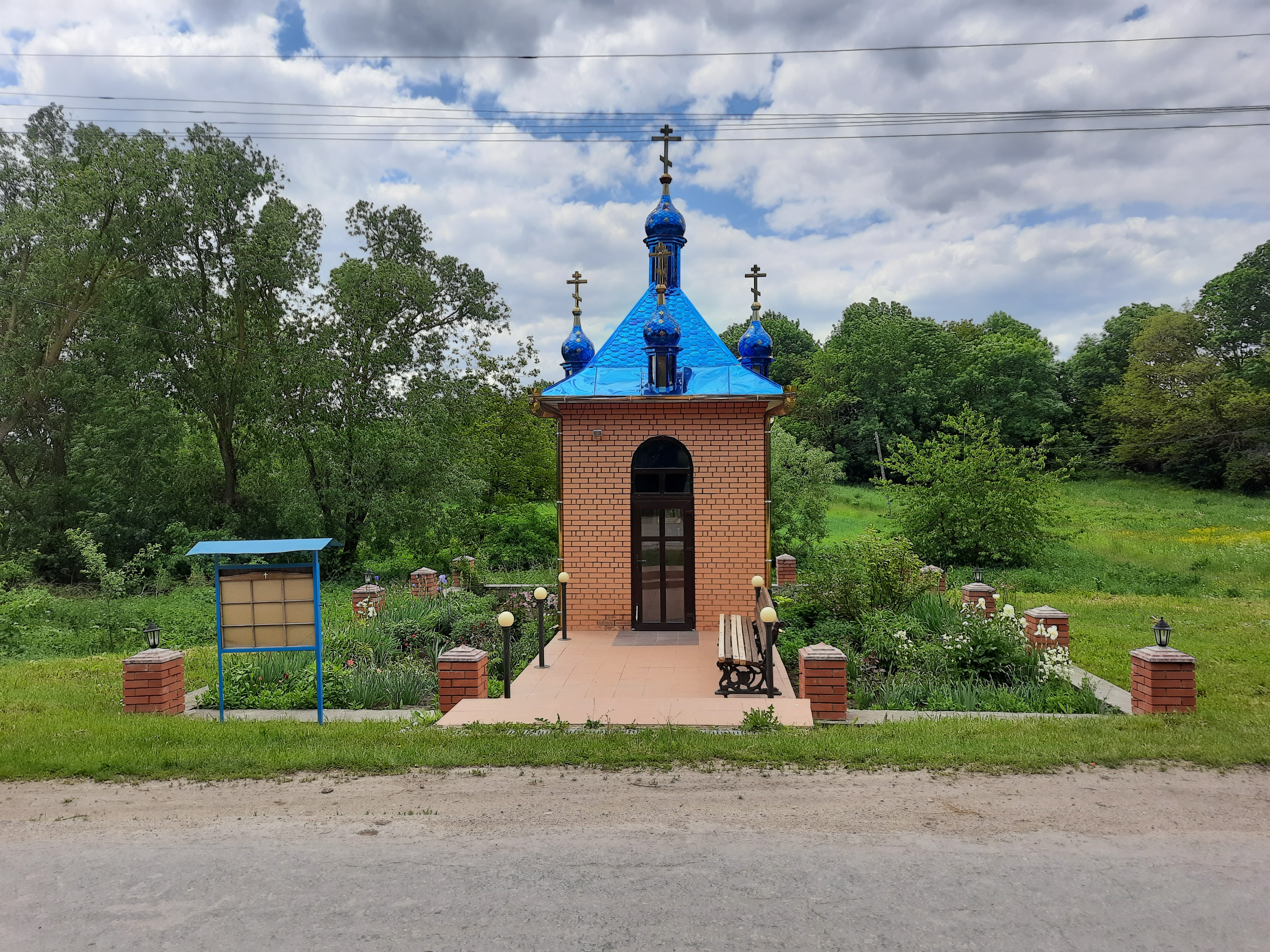
Капличка
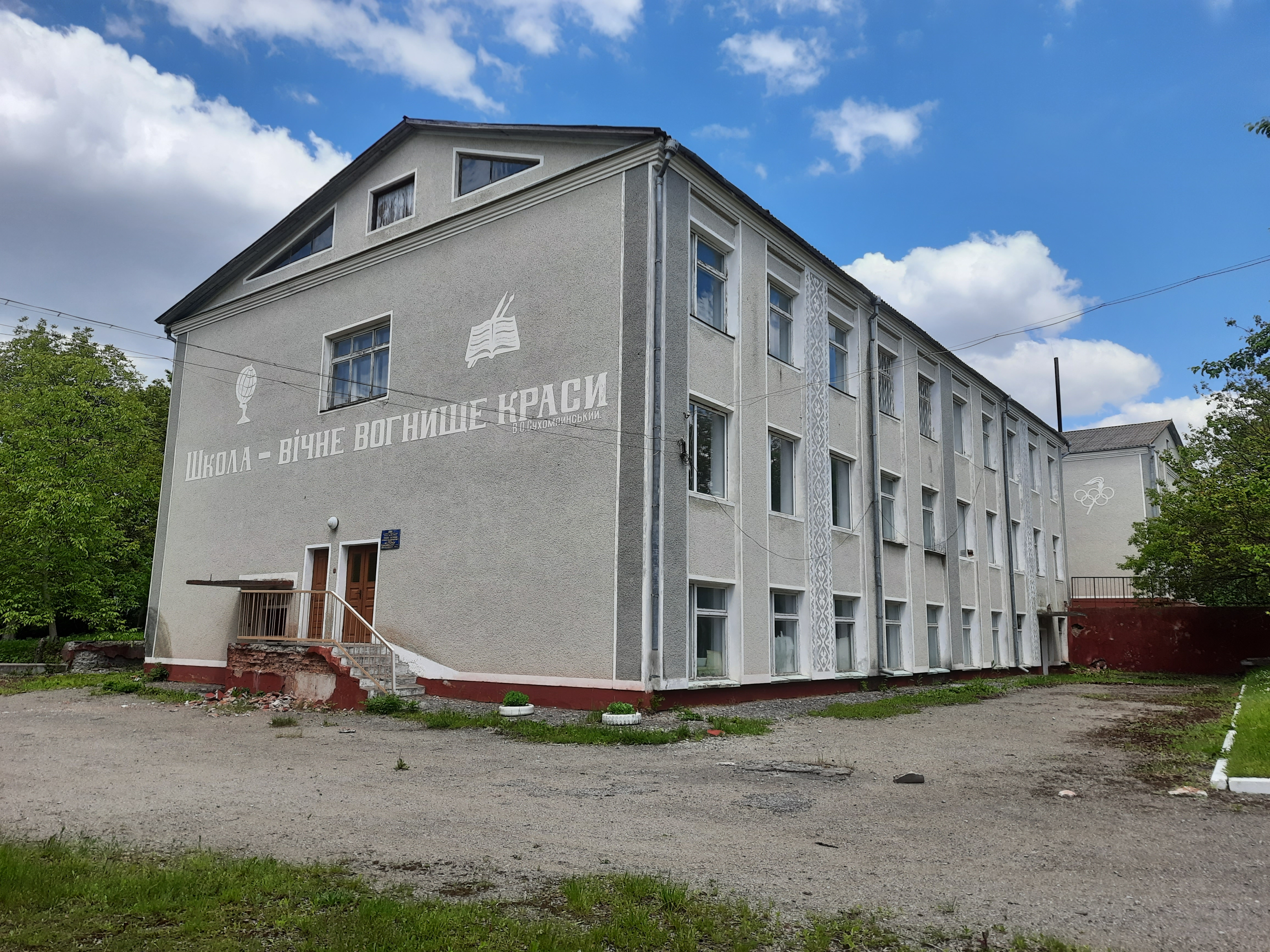
Школа
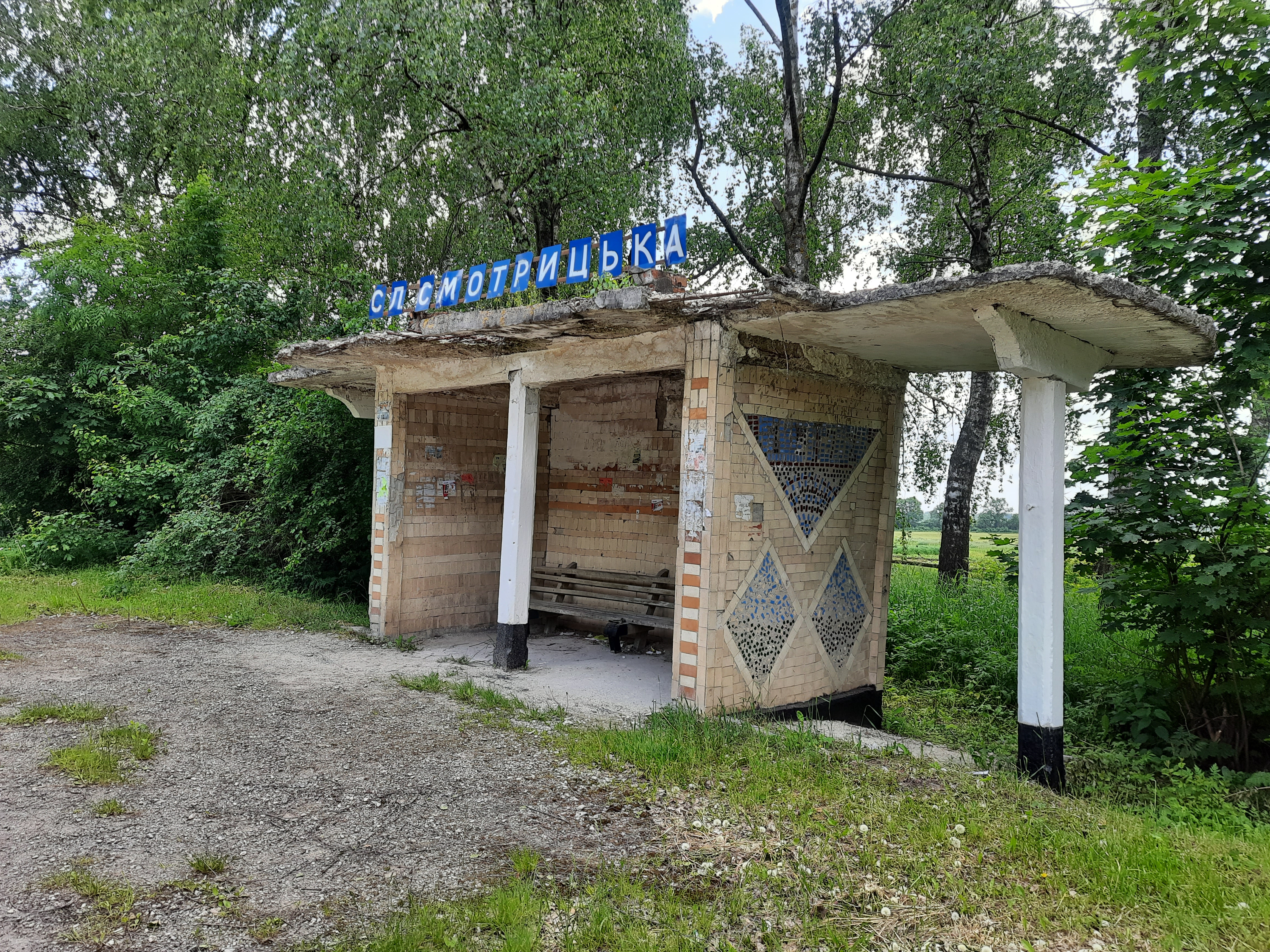
Автобусна зупинка
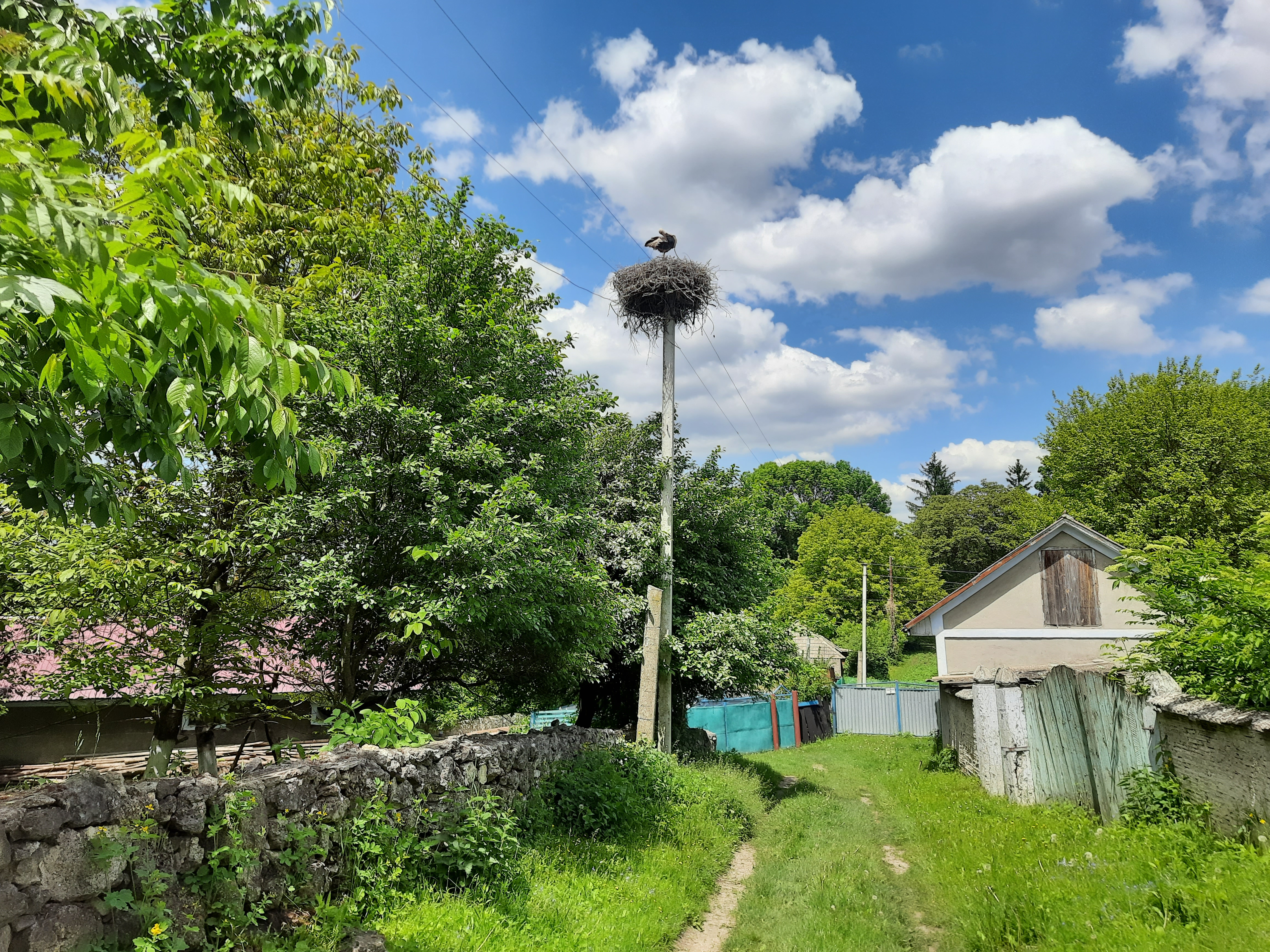
Сільські краєвиди